# Riacho de Santana (Bahia)
Riacho de Santana è un comune del Brasile nello Stato di Bahia, parte della mesoregione del Centro-Sul Baiano e della microregione di Guanambi.